# Anchusa officinalis

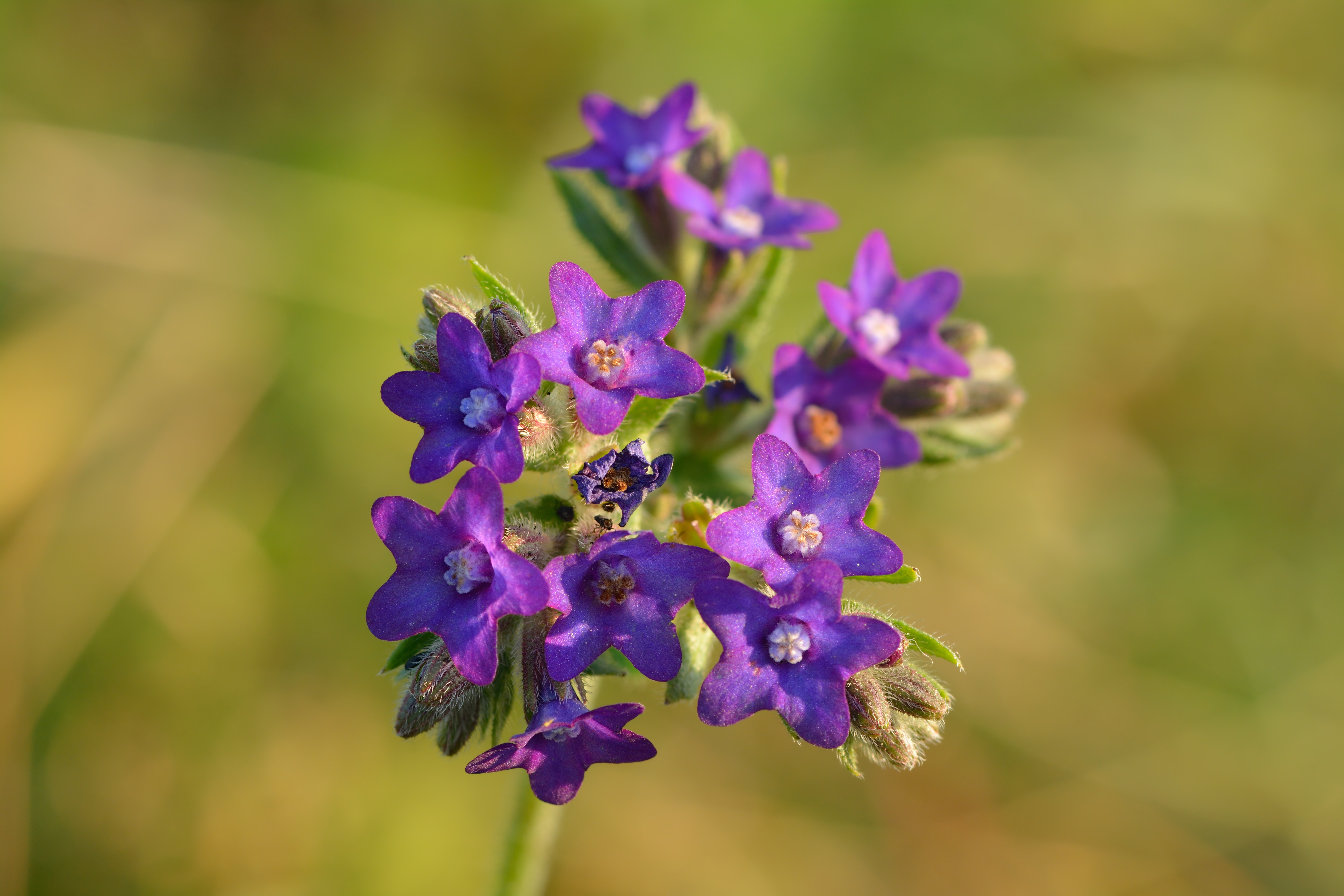
Flors

La buglossa (Anchusa officinalis), és una espècie de planta medicinal del gènere Anchusa. No és una planta autòctona dels Països Catalans però va ser citada, per confusió amb altres espècies d'Anchusa, a Mallorca.
Addicionalment pot rebre els noms de llengua bovina i llengua de bou. També s'han recollit la variant lingüística buglosa.

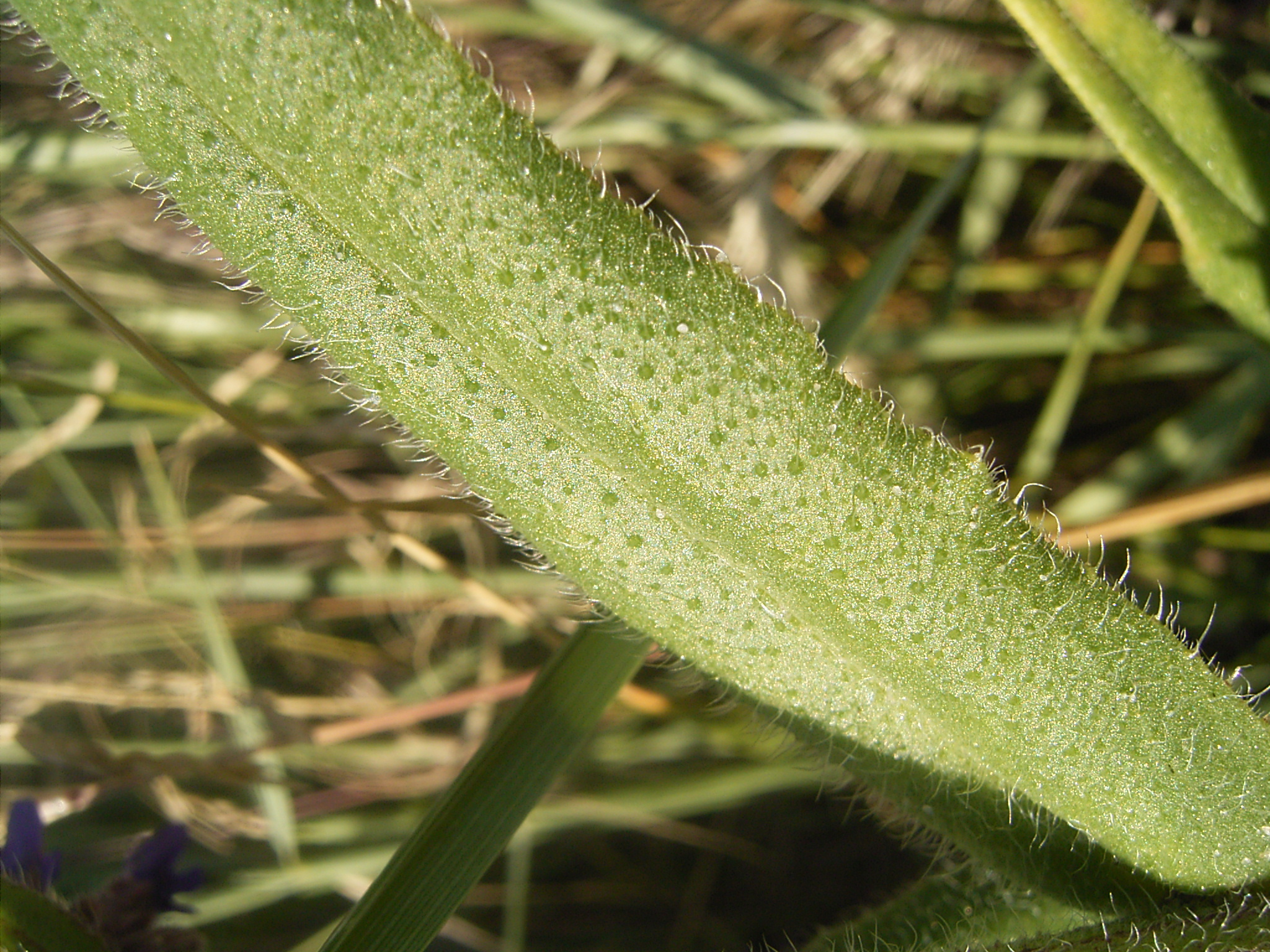
Detall de la fulla

## Morfologia
És una planta herbàcia biennal. Les fulles són lanceolades i sèssils de 15cm de llargada amb pilositat pubescent. Les fulles de la base formen una roseta. Les flors són blaves o violes, tubulars i disposades en umbel·les planes.

## Distribució
Planta nativa del sud d'Europa, aclimatada en altres llocs del món.

## Propietats
- El mucílag de les flors és expectorant i sudorífic.
- Plini el Vell ja l'esmenta com a tint.
- Galè la reconeix com a cosmètic.

## Taxonomia
Linnaeus la va descriure sota el nom d'Anchusa azurea i publicada a Species Plantarum 1: 133. 1753.
Etimologia
Anchusa: nom del gènere, prové del llatí anchusa per a una planta utilitzada com cosmètic o com emolient.
officinalis: epítet específic llatí que significa "usat en les oficines de farmàcia".
Sinònims
- Anchusa angustifolia L.
- Anchusa arvalis Rchb.
- Anchusa baumgartenii Nyman
- Anchusa davidovii Stoj.
- Anchusa incarnata Schrad. ex Steud.
- Anchusa leptophylla W.D.J.Koch
- Anchusa lycopsidis Besser ex Link
- Anchusa macrocalyx Hausskn.
- Anchusa maculata Hornem. ex Steud.
- Anchusa microcalyx Vis.
- Anchusa ochroleuca Baumg.
- Anchusa ochroleuca subsp. procera (Besser ex Link) Nyman
- Anchusa osmanica Velen.
- Anchusa pustulata Schur
- Anchusa spicata Lam.
- Anchusa tinctoria Woodv.
- Anchusa velenovskyi (Gusul.) Stoj.
- Anchusa velenovskyi var. stojanovii St.Kozhukharov
- Buglossum angustifolium Moench
- Buglossum aspermum Gilib.
- Buglossum officinale Lam.[6]

## Refeències
1. 1 2  «Anchusa officinalis». Noms de plantes. Corpus de fitonímia catalana.  TERMCAT, Centre de Terminologia. [Consulta: 15 abril 2022].
2. ↑  Bolòs i Vigo Flora dels Països Catalans
3. ↑  «Anchusa officinalis». Tropicos.org. Missouri Botanical Garden. [Consulta: 29 desembre 2012].
4. ↑  Nombres botánicos
5. ↑  En Epítetos Botánicos
6. ↑  Anchusa officinalis en PlantList